# Schlayerturm
Wieża Schlayera – gotycka wieża, znajdująca się w Norymberdze, umieszczona w ciągu ostatniego pierścienia średniowiecznych murów miejskich. Znajduje się na małej wyspie na rzece Pegnitz.

## Źródła
- Helge Weingärtner: Schlayerturm. In: Michael Diefenbacher, Rudolf Endres (Hrsg.): Stadtlexikon Nürnberg. 2., verbesserte Auflage. W. Tümmels Verlag, Nürnberg 2000, ISBN 3-921590-69-8, S. 935